# جنینه رسلان
جنینه رسلان (به عربی: جنینة رسلان) یک منطقهٔ مسکونی در سوریه است که در استان طرطوس واقع شده‌است. جنینه رسلان ۲٬۸۸۵ نفر جمعیت دارد.